# آب‌انبار گذر نو
آب‌انبار گذر نو مربوط به دوره قاجار است و در کاشان، خیابان بابا افضل، راسته بازاربزرگ شهر، بازارچه گذرنو واقع شده و این اثر در تاریخ ۲ آبان ۱۳۷۸ با شمارهٔ ثبت ۲۴۲۸ به‌عنوان یکی از آثار ملی ایران به ثبت رسیده است.